# Отношения между Кипър и Русия
Кипърско-руските отношения са двустранните отношения между европейските държави Кипър и Русия.
Двете страни поддържат пълни дипломатически отношения. Кипър има свое посолство в Москва и генерални консулства в Санкт Петербург, Краснодар и Екатеринбург, а Русия – посолство в Никозия. Към май 2023 година посланик на Кипър в Москва е Кипрос Георгалис, а посланик на Русия в Никозия е Мурат Зязиков.

## Икономически отношения
От началото на 90-те години Кипър се превръща в основна офшорна дестинация за руски инвеститори – както предприятия, така и частни лица, инвестиращи в жилищни и туристически имоти. По оценки от 2011 година в Кипър живеят около 40 хиляди руски граждани, почти 5% от населението. По това време депозитите на руски предприятия и частни лица в кипърски банки са около 31 милиарда долара, между 30 и 50% от всички парични средства в кипърските банки, в някои от които значителни дялове се притежават от руски собственици. В страната има и 40 хиляди предприятия с руска собственост, което е причина Кипър официално да е третият по големина чуждестранен инвеститор в Русия.
През 2011 година, когато банковата система на Кипър изпада в тежка криза, кипърското правителство успява да получи от Русия заем от 2,5 милиарда евро, който използва, за да защити вложителите в банките, много от които са руснаци. През 2013 година Кипър се опитва да получи нов заем, но след като Русия иска в замяна концесии за проучвания за добив на природен газ в Средиземно море двете страни не стигат до споразумение. В тази ситуация кипърското правителство е принудено да сключи споразумение с Европейския съюз и Международния валутен фонд. То получава помощ от 10 милиарда евро, но трябва да приеме загубата на негарантираните депозити в две големи банки на стойност 5,8 милиарда евро, което засяга силно руските вложители.

## Култура и образование
Отношенията между Русия и Кипър в областта на културата и образованието се развиват. Руският център на науката и културата функционира в Никозия.
Медиите на двете страни взаимодействат активно. Споразуменията между телевизионните разпространители и информационните агенции, остават в сила. През март 1998 г.е подписано Споразумението за сътрудничество между ИТАР-ТАСС и Кипърската информационна агенция в Москва. Меморандумът за сътрудничество между пресата и Информационното бюро на Република Кипър и информационната агенция ИТАР-ТАСС е подписан през ноември 1999 г. в Никозия.
Представители на руските държавни органи участват в международни конференции „Тероризмът и електронните медии“ (6 – 11 ноември 2006 г.) и „Глобална финансова криза и медии“ (12 – 15 март 2009 г.).

## История
Кипър получава своята независимост от Великобритания на 16 август 1960 г., а СССР признава новата независима държава на 18 август 1960 г.
През следващите години Съветският съюз се стреми да поддържа активни връзки с новата държава, като основната му цел е да предотврати нейното включване в НАТО. По тази причина той се противопоставя на обединението на острова с Гърция, макар да снабдява с тежка военна техника кипърските гърци. След Турската окупация на Северен Кипър през 1974 година кипърското правителство разчита на подкрепа от Съветския съюз, който последователно се обявява за изтеглянето на всички чужди войски от страната – окупационните на Турция и тези в британските военни бази. Михаил Горбачов, който идва на власт в Съветския съюз през 1985 година, се опитва да води още по-активна политика спрямо Кипър, призовавайки за решаване на териториалните спорове от международна конференция със съветско и западно участие.
След разпадането на Съветския съюз, Кипър признава Руската федерация на 7 април 1992 година, но кипърският президент Георгиос Василиу прави работно посещение в Москва още на 27 – 30 октомври 1991. На 15 октомври 1992 г. той отново посещава Русия. На 8 – 11 май 1995 г. президентът на Република Кипър Глафкос Клиридис посещава Москва, за да присъства на честванията на 50-годишнината от победата на Русия във Великата отечествена война. През март 1996 година е сключено споразумение за военно-техническо сътрудничество, въз основа на което Русия продължава да снабдява Кипър с оръжия. През този период Кипър се превръща в офшорна зона, привличаща значителни руски капитали.
През 1997 – 1998 година кипърско-руските отношения попадат в центъра на голяма международна криза. През януари 1997 година кипърското правителство обявява споразумението си с Русия за доставка на ракети „земя-въздух“ със среден радиус на действие „С-300ПМУ1“ на стойност 660 милиона долара. Сделката предизвиква острата реакция на Турция, тъй като рязко променя баланса на силите в региона, а обхватът на ракетите покрива и част от турската територия. Турското външно министерство заплашва, че в случай на разполагане на ракетите в Кипър ще използва военна сила, за да ги унищожи. Руският външен министър Евгений Примаков настоява, че споразумението ще бъде изпълнено, освен при пълна демилитаризация на Кипър. Под силен западен натиск през декември 1998 година правителството на Кипър приема компромисно решение – ракетите остават кипърска собственост, но са разположени на по-отдалечения от Турция гръцки остров Крит, а в замяна Гърция разполага в Кипър зенитни ракети „Тор-М1“ и „Бук-М1“, които са с по-малък обсег.
На 11 – 14 юли 1998 г. Клиридис посещава Русия като почетен гост на кмета на Москва и е приет от президента на Русия. На 7 септември 2000 г. Владимир Путин и Глафкос Клиридис, имат отделна среща в Ню Йорк по време на Срещата на хилядолетието.
На 30 – 31 май 2003 г. президентът на Република Кипър Тасос Пападопулос посещава Санкт Петербург, за да участва в срещата на високо равнище ЕС-Русия, както и да присъстват на честването на 300-годишнината на града. На 21 – 23 януари 2006 г. той е в Русия на официално посещение.
На 18 – 21 ноември 2008 новият президент на Република Кипър Деметрис Христофиас е на официално посещение в Москва.
Първото посещение на министъра на външните работи на Русия Игор Иванов в Кипър на 11 октомври 2000 г. е важно събитие в историята на двустранните им отношения.
Официалното посещение в Москва на тогавашния министър на външните работи на Кипър Йоанис Касулидес се провежда на 28 август – 1 септември 2001.
На 30 – 31 май 2003 г. министърът на външните работи на Кипър Георги Якову посещава Санкт Петербург, за да присъства на честванията на 300-годишнината на града. Работното си посещение в Москва той провежда на 18 – 20 април 2004.
Министърът на външните работи на Република Кипър Георги Лиликас е на работно посещение в Москва на 9 – 11 април 2007.
На 9 – 10 декември 2007 г. министърът на външните работи на Русия Сергей Лавров плаща обратно посещение в Република Кипър.
Новият министър на външните работи на Кипър Маркус Киприану има официални посещения в Москва на 8 – 10 юни 2008 г. и на 12 – 13 февруари 2009.
Последното посещение на Сергей Лавров в Кипър се провежда на 4 ноември 2009.
Взаимодействието между правоприлагащите органи на Русия и Кипър се разширява. Споразумението за сътрудничество между Федерална служба за финансов мониторинг на Русия и на Звеното за борба с изпирането на пари на кантората на Кипър (MOKAS) е подписано през ноември 2004.
На 24 – 27 май 2006 г. делегация на Конституционния съд на Русия, оглавявана от Валерий Зоркин, посещава Кипър и на 16 – 18 октомври 2006 г. главният прокурор Юрий Чайка е в Никозия на официално посещение.
Посещенията на председателя на Върховния съд Кристос Артемидес и главния прокурор на Република Кипър Петрос Клиридис в Москва се провеждат на 15 – 19 юни и 1 – 3 октомври 2007 г.
Контакти между другите министерства и ведомства се провеждат редовно